# Diether von Sallwitz
Diether von Sallwitz (* 11. Januar 1922; † 3. Januar 1963 in Hamburg) war ein deutscher Fernsehjournalist und Nachrichtensprecher. 

## Leben und Werk
Diether von Sallwitz studierte Philologie an der Universität Berlin und war dann Schauspieler geworden. Im Zweiten Weltkrieg wurde er schwer verwundet. Nach Kriegsende versuchte er, seinen Schauspielberuf wieder aufzunehmen, gab dies aber ob seiner Verwundung auf. Ab 1951 arbeitete er als Sprecher, ab 1959 dann beim Fernsehen.
Sallwitz war von 1959 bis 1963 Sprecher der Nachrichtensendung Tagesschau in der ARD. Er moderierte abwechselnd mit Manfred Schmidt, Karl-Heinz Köpcke, Martin Thon und Cay Dietrich Voss. Seit der Gründung der Sendung 1952 hatte er die Fernsehbeiträge aus dem Off kommentiert. 
Am 7. Januar 1963 wurde von Sallwitz tot in seiner Garage aufgefunden. Er hinterließ  Frau und einen Sohn. Bei der Tagesschau sprang NDR-Mitarbeiter Gerd Ribatis kurzfristig für ihn als Sprecher ein.